# Notvarpsbron

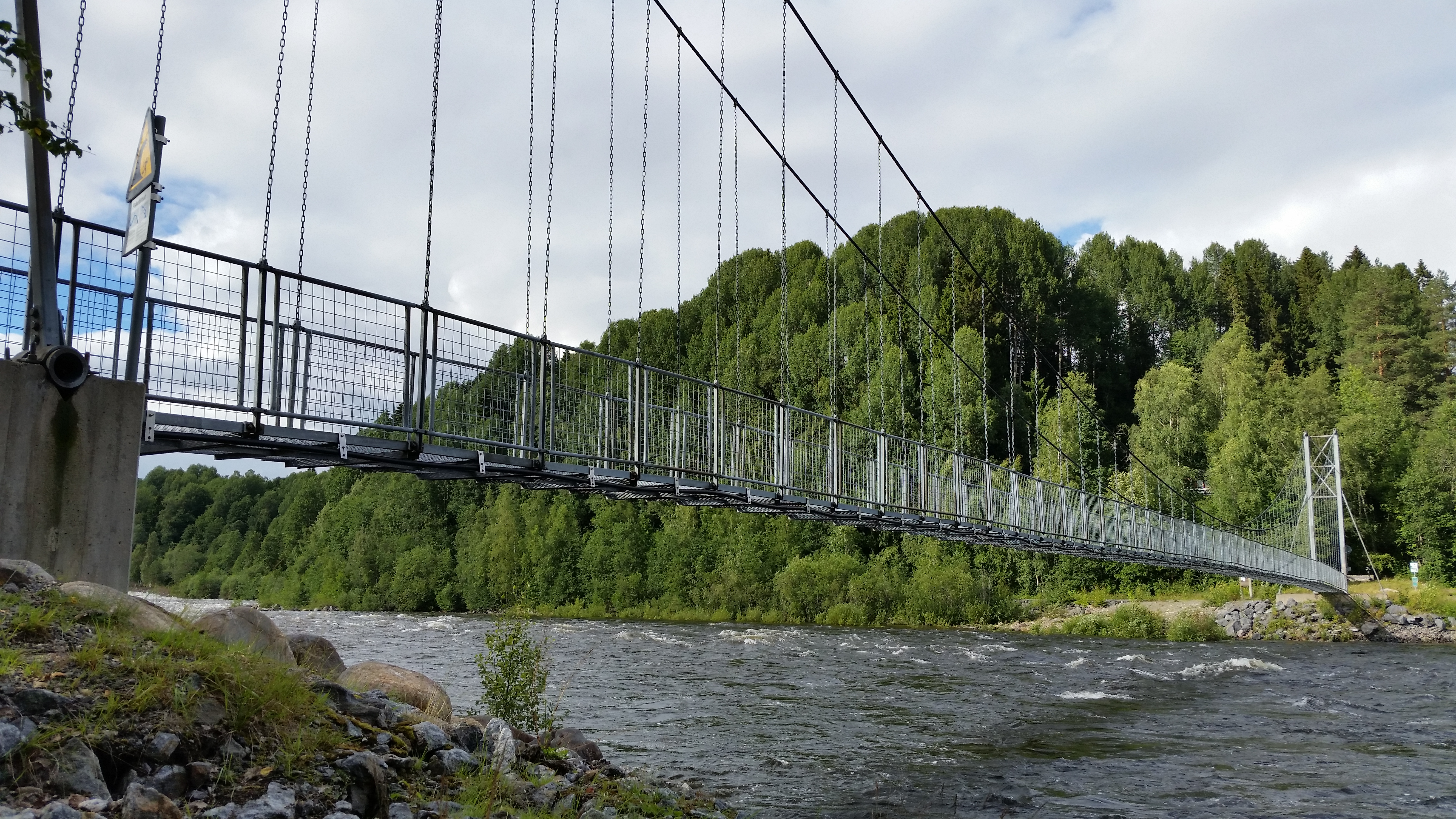
Notvarpsbron vid högt vattenflöde

Notvarpsbron är en hängbro som går över Umeälven, Umeå kommun.
Bron byggdes 1991 och går mellan  Arboretum Norr i Baggböle på älvens norra sida och Umeå Energicentrum, nära Klabböle, på den södra sidan. Denna del av älven ligger mellan dammen till vattenkraftverket Stornorrfors och dess utlopp, som mynnar ut strax nedom bron. Detta leder till att vattenflödet vid bron kan variera mycket. Sitt namn har den fått efter det notfiske som tidigare bedrevs strax söder om Baggböle.